# كلوريد الغاليوم الثلاثي
كلوريد الغاليوم الثلاثي (أو ثلاثي كلوريد الغاليوم) مركب لاعضوي لعنصر الغاليوم وينتمي إلى مجموعة الهاليدات. لهذا المركب الصيغة الكيميائية Ga2Cl6، وتكتب الصيغة المجملة على الشكل GaCl3، ويوجد على هيئة بلورات عديمة اللون.

## التحضير
يجضر هذا المركب من التفاعل المباشر بين عنصري الغاليوم والكلور عند درجات حرارة مرتفعة، ثم بتنقية المنتج بالتصعد تحت الفراع:
{\displaystyle {\ce {2Ga + 3Cl2 -> 2GaCl3}}}
أو من تفاعل أكسيد الغاليوم الثلاثي مع كلوريد الثيونيل:
{\displaystyle {\ce {Ga2O3 + 3 SOCl2 -> 2 GaCl3 + 3 SO2}}}

## الخواص
يوجد المركب في الشروط القياسية على هيئة بلورات عديمة اللون، وهو ينحل بشكل جيد جداً في الماء. للمركب بنية تشبه بنية بروميد الألومنيوم.

## الاستخدامات
يستخدم كلوريد الغاليوم الثلاثي على شكل حفّاز في تفاعل فريدل-كرافتس.